# Camillus Nyrop (instrumentmakare)
Camillus Nyrop, född den 18 februari 1811 på Falster, död den 24 december 1883, var en  dansk kirurgisk instrumentmakare. Han var far till Camillus och Kristofer Nyrop samt farbror till Martin Nyrop.
Nyrop utbildade sig under en fyraårig vistelse i utlandet till instrumentmakare, innehade sedan 1838 verkstad i Köpenhamn, vann stort anseende även i utlandet i synnerhet för sina ortopediska maskiner och konstgjorda lemmar samt fick 1860 titeln professor. Han författade Bandager og Instrumenter (3 band, 1864–1877).